# Doom 3: BFG Edition
Doom 3 BFG Edition es una remasterización de Doom 3, el cual fue lanzado el 15 de octubre de 2012 en Australia, el 16 de octubre de 2012 en América del Norte, el 19 de octubre de 2012 en Europa y el 22 de noviembre de 2012 en Japón para PC, PlayStation 3, y Xbox 360.
BFG Edition presenta gráficos mejorados, audio mejorado con más efectos de sonido, guardado mediante puntos de control y soporte para televisores 3D.
El juego también incluye la expansión Resurrection of Evil y una nueva campaña: The Lost Mission. También incluye las campañas de Doom con la expansión "The Flesh Consumed", y Doom II con la expansión "No Rest for the Living", anteriormente solo disponible para Xbox 360. BFG edition también permite utilizar la linterna mientras se usa un arma en Doom 3, Resurrection of Evil y Lost Mission. La versión de PC del juego requiere una cuenta de Steam válida para instalación, debido a que no hay versión física del juego para PC. El código fuente de Doom 3 BFG se liberó bajo la licencia GNU General Public License en noviembre de 2012. id ha anunciado que Doom 3 BFG estará pronto en la Nvidia's Shield Console.

## Historia

### The Lost Mission
The Lost Mission tiene lugar en el nivel llamado "Planta Enpro", lugar en el que el marine protagonista de Doom 3 tenía que reunirse con el equipo Bravo, el cual fue emboscado por demonios. El único superviviente del equipo Bravo es contactado por Dr. Richard Meyers, un científico que trabaja en experimentos de telestransportacion en los Laboratorios Exis, y ayudados por Meyers para destruir un telestrasportador experimental que fue capturado por los demonios y que se encuentra en el interior de Infierno. El teletransportador es lo suficientemente potente como para enviar un ejército de demonios a la Tierra, por lo que Meyers desea con total desesperación destruirlo. Para conseguir este objetivo, el marine tiene que adquirir los componentes necesarios para activar los Exis Labs, activar la teleportation del sistema y entonces viaje al Infierno para destruir el telestransportador experimental. En el epílogo, el marine es telestransportado por el Dr. Meyers.

## Recepción
El juego recibió críticas mixtas. El motor gráfico actualizado, el mejorado diseño de sonido, y la inclusión del contenido de The Lost Mission fue alabada. La crítica estuvo dirigida sobre al largo tiempo a la hora de hacer un autoguardado, y el control máquina cuál fuerza el jugador a ciclo a través de sus armas continuamente para acceder un arma particular. Los controles estuvieron un paso a la poca posibilidad de configurar controles. El uso de la linterna en el arma fue criticado ya que quitó el suspense del DOOM 3.